# Hohenbergowie

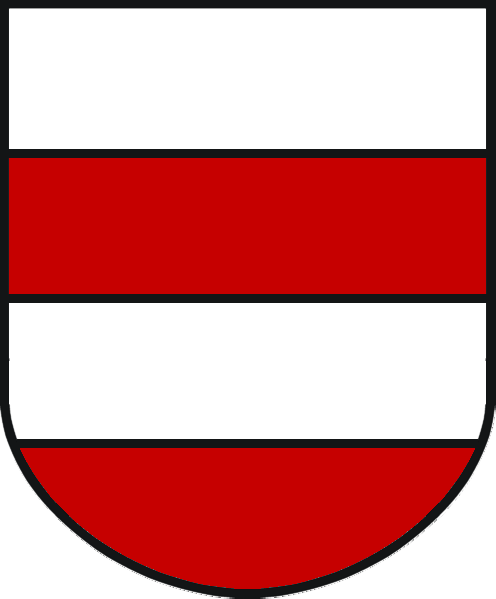
Herb austriackich książąt von Hohenberg

Rodzina książąt (niem. Herzog) von Hohenberg, wywodząca się od arcyksięcia Franciszka Ferdynanda i jego morganatycznej małżonki, czeskiej hrabianki, Zofii von Chotek. Przyjęła nazwisko i herb wymarłych w XV w. hrabiów Hohenberg, wywodzących się z kolei z rodu hrabiów Zollern.  
Pierwsza para książęca zamieszkała w czeskim zamku Konopiszte.
Oboje zginęli w zamachu w Sarajewie, 28 czerwca 1914 roku. Ich śmierć była bezpośrednią przyczyną wybuchu I wojny światowej.
Kolejni książęta von Hohenberg to:
- Maksymilian (1902–1962),
- Franciszek (1927–1977),
- Jerzy (1929–2019),
- Mikołaj Hohenberg (ur. 1961).